# Adele Hoffmann
Adele Hoffmann (* 13. Januar 1920; † 17. April 2013) war eine deutsche Schauspielerin, Radiomoderatorin, Hörspielsprecherin und Kinderfunkredakteurin des Bayerischen Rundfunks. Sie wurde bekannt als Sprecherin der Kindersendung „Das Betthupferl“.

## Wirken
Adele Hoffmann sprach vom 5. Oktober 1953 bis 1971 allabendlich in Bayern 1 um 18.55 Uhr „Das Betthupferl“, kleine Gutenachtgeschichten für Kinder. Hoffmann war fast zwanzig Jahre lang die Stimme sämtlicher Geschichten, die im „Betthupferl“ zu hören waren. Anlässlich des 60. Jubiläums der ältesten Sendung des BR-Kinderfunks schrieb die Mittelbayerische Zeitung:

„Die sanfte Stimme der Schauspielerin Adele Hoffmann erzählte ein kurzes Märchen, oder ein paar Verse, dann kam ein wenig Musik, ein Lied gesungen von Kindern des BR-Kinderchors. Eine Kultsendung des Bayerischen Rundfunks war geboren.“

Zwischen 1948 und 1963 wirkte Hoffmann in 44 Hörspielproduktionen des Bayerischen Rundfunks mit. Sie moderierte außerdem das „Glückwunschkonzert“. In der TV-Serie Königlich Bayerisches Amtsgericht war sie zwischen 1969 und 1971 in verschiedenen Rollen zu sehen.